# El Salvador en los Juegos Olímpicos de Londres 2012
El Salvador participó en los Juegos Olímpicos de Londres 2012, con una delegación de diez atletas (cinco hombres y cinco mujeres) que compitieron en siete disciplinas deportivas. La ciclista Evelyn García era la abanderada en la ceremonia de apertura.
Para El Salvador era la décima asistencia a la justa olímpica.

## Atletas
La siguiente tabla muestra el número de atletas en cada disciplina:
| Deporte      | Hombres | Mujeres | Total |
| ------------ | ------- | ------- | ----- |
| Atletismo    | 1       | 1       | 2     |
| Ciclismo     | 0       | 1       | 1     |
| Halterofilia | 1       | 0       | 1     |
| Judo         | 1       | 0       | 1     |
| Natación     | 1       | 1       | 2     |
| Remo         | 1       | 1       | 2     |
| Tiro         | 0       | 1       | 1     |
| Total        | 5       | 5       | 10    |

## Atletismo
Masculino
| Atleta            | Evento | Final      | Final    |
| Atleta            | Evento | Resultado  | Posición |
| ----------------- | ------ | ---------- | -------- |
| Emerson Hernández | 50 km  | 3:53:57 RN | 27       |

Femenino
| Atleta            | Evento | Series     | Series   | Semifinal | Semifinal | Final     | Final     |
| Atleta            | Evento | Resultado  | Posición | Resultado | Posición  | Resultado | Posición  |
| ----------------- | ------ | ---------- | -------- | --------- | --------- | --------- | --------- |
| Nataly Landaverde | 1500 m | 4:18.26 RN | 39       | Eliminada | Eliminada | Eliminada | Eliminada |

## Ciclismo

### Ruta
Femenino
| Atleta        | Evento           | Tiempo  | Posición |
| ------------- | ---------------- | ------- | -------- |
| Evelyn García | Ciclismo en ruta | 3:35:56 | 26       |

## Halterofilia
| Atleta          | Evento | Arrancada | Arrancada | Dos tiempos | Dos tiempos | Total | Posición |
| Atleta          | Evento | Resultado | Posición  | Resultado   | Posición    | Total | Posición |
| --------------- | ------ | --------- | --------- | ----------- | ----------- | ----- | -------- |
| Julio Salamanca | −62 kg | 110       | 12        | 150         | 11          | 260   | 11       |

## Judo
Masculino
| Atleta         | Evento | 32avos de final              | 16avos de final | Octavos de final | Cuartos de final | Semifinal       | Repesca         | Medalla de Bronce | Final           | Final     |
| Atleta         | Evento | Rival Resultado              | Rival Resultado | Rival Resultado  | Rival Resultado  | Rival Resultado | Rival Resultado | Rival Resultado   | Rival Resultado | Posición  |
| -------------- | ------ | ---------------------------- | --------------- | ---------------- | ---------------- | --------------- | --------------- | ----------------- | --------------- | --------- |
| Carlos Alarcón | -66 kg | Mehmedovic (CAN) L 0000–0010 | Eliminado       | Eliminado        | Eliminado        | Eliminado       | Eliminado       | Eliminado         | Eliminado       | Eliminado |

## Natación
Masculino
| Atleta        | Evento        | Series  | Series   | Semifinal | Semifinal | Final     | Final     |
| Atleta        | Evento        | Tiempo  | Posición | Tiempo    | Posición  | Tiempo    | Posición  |
| ------------- | ------------- | ------- | -------- | --------- | --------- | --------- | --------- |
| Rafael Alfaro | 400 m estilos | 4:35.80 | 35       | Eliminado | Eliminado | Eliminado | Eliminado |

Femenino
| Atleta         | Evento       | Series  | Series   | Semifinal | Semifinal | Final     | Final     |
| Atleta         | Evento       | Tiempo  | Posición | Tiempo    | Posición  | Tiempo    | Posición  |
| -------------- | ------------ | ------- | -------- | --------- | --------- | --------- | --------- |
| Pamela Benítez | 800 m libres | 9:02.66 | 33       | Eliminada | Eliminada | Eliminada | Eliminada |

## Remo
Masculino
| Atleta               | Evento | Serie   | Serie    | Repesca | Repesca  | Cuartos de final | Cuartos de final | Semifinal | Semifinal | Final   | Final    |
| Atleta               | Evento | Tiempo  | Posición | Tiempo  | Posición | Tiempo           | Posición         | Tiempo    | Posición  | Tiempo  | Posición |
| -------------------- | ------ | ------- | -------- | ------- | -------- | ---------------- | ---------------- | --------- | --------- | ------- | -------- |
| Roberto Carlos López | Skiff  | 7:23.75 | 4 R      | 7:27.75 | 5 SE/F   | Exento           | Exento           | 7:57.89   | 3 FE      | 7:41.32 | 29       |

Femenino
| Atleta        | Evento | Serie   | Serie    | Repesca | Repesca  | Cuartos de final | Cuartos de final | Semifinal | Semifinal | Final   | Final    |
| Atleta        | Evento | Tiempo  | Posición | Tiempo  | Posición | Tiempo           | Posición         | Tiempo    | Posición  | Tiempo  | Posición |
| ------------- | ------ | ------- | -------- | ------- | -------- | ---------------- | ---------------- | --------- | --------- | ------- | -------- |
| Camila Vargas | Skiff  | 8:01:60 | 5R       | 7:53:38 | 1 QF     | 8:07:67          | 6 SC/D           | 7:57.22   | 3 FC      | 8:19.75 | 16       |

Leyenda: FA=Final A (medalla); FB=Final B (no medalla); FC=Final C (no medalla); FD=Final D (no medalla); FE=Final E (no medalla); FF=Final F (no medalla); SA/B=Semifinales A/B; SC/D=Semifinales C/D; SE/F=Semifinales E/F; Q=Cuartos de final; R=Repesca

## Tiro
Femenino
| Atleta                 | Evento                       | Clasificación | Clasificación | Final     | Final     |
| Atleta                 | Evento                       | Puntos        | Posición      | Puntos    | Posición  |
| ---------------------- | ---------------------------- | ------------- | ------------- | --------- | --------- |
| Melissa Carballo Mikec | Rifle de 3 posiciones a 50 m | 560           | 45            | Eliminada | Eliminada |
| Melissa Carballo Mikec | Rifle de aire a 10 m         | 392           | 39            | Eliminada | Eliminada |